# Sorrow (Pink Floyd)
Sorrow è un brano musicale del gruppo musicale britannico Pink Floyd, traccia conclusiva del tredicesimo album in studio A Momentary Lapse of Reason.

## Il brano
Il batterista Nick Mason ha dichiarato che la canzone venne quasi del tutto composta dal solo Gilmour nel corso di un weekend trascorso sulla sua casa galleggiante Astoria. Quando egli ritornò dal weekend, infatti, furono necessari solo alcuni "aggiustamenti", secondo Mason, per poter completare la canzone. David Gilmour ha inoltre dichiarato che l'assolo alla fine di Sorrow venne registrato sulla barca, attraverso un piccolo amplificatore Gallien-Krueger. L'introduzione chitarristica del brano venne invece incisa dentro la Los Angeles Memorial Sports Arena con il suono della chitarra filtrato attraverso il potente impianto audio dei Pink Floyd, generando un sound estremamente profondo e cavernoso.

## Formazione
Gruppo
- David Gilmour – chitarra, voce, tastiera, programmatore, sintetizzatore, drum machine
- Richard Wright – sintetizzatore Kurzweil

altri musicisti
- Tony Levin – basso
- Bob Ezrin – tastiera aggiuntiva
- Darlene Koldenhaven, Carmen Twillie, Phyllis St. James, Donnie Gerard – cori